# Dalriada
Dalriada — венгерская фолк-метал-группа, основанная в 1998 году в городе Шопрон (Венгрия). Окончательно сформировалась в феврале 2003 года, начала выступать и тогда же было выбрано название — до 2006 года известна как Echo Of Dalriada.
После нескольких концертов в декабре 2003 года была выпущена демозапись «Walesi Bárdok» («Барды Уэльса») — кавер-версия на балладу Араня Янош. В ноябре 2004 года выпускается первый альбом — Fergeteg («Шторм»). Начиная с 2005 года группа ещё активнее играет в Венгрии, а также начинает выступать за рубежом: Австрия, Германия, Румыния. Четвёртый студийный альбом Szelek 2008 года имел успех на родине, занимая второе место в официальном чарте «Mahasz». Характеризуют свой стиль, как эпический фолк-метал с элементами венгерской народной музыки и музыки эпохи Возрождения.

## Название группы
Дал Риада (Dál Riata или Dalriada) — гэльское королевство, образованное в конце V — начале VI в. Было расположено на западном берегу Шотландии и северных побережьях Ирландии (современная территория графства Антрим). В 843 году, объединившись с королевством пиктов, образовало королевство Шотландии.

## Названия альбомов
Названия альбомов позаимствованы из произведений венгерского писателя в жанре фолк-хистори Золтана Пала и якобы являются дохристианскими венгерскими названиями месяцев. Никаких реальных подтверждений существования таких названий в Венгрии до принятия христианства не существует. Так, «Fergeteg» — Январь, «Jégbontó» — Февраль, «Kikelet» — Март, «Szelek» — Апрель, «Ígéret» — Май, «Napisten» — Июнь, «Áldás» — июль, «Új Kenyér» — Август, «Őszelő» — Сентябрь, «Magvető» октябрь, «Enyészet» — Ноябрь, «Álom» — Декабрь. Arany-Album и Forrás являются исключением, так как первый содержит песни на стихи Яноша Араня, известного венгерского поэта 19 века, а название акустического альбома «Forrás» переводится как «Родник».

## Дискография
| Год  | Альбом          | Релиз            | Студия                      | Место в венгерских чартах |
| ---- | --------------- | ---------------- | --------------------------- | ------------------------- |
| 2003 | A walesi bardok | Демо             | Self-released               | —                         |
| 2004 | Fergeteg        | Студийный альбом | Hammer Music / Nail Records | —                         |
| 2006 | Jégbontó        | Студийный альбом | Hammer Music / Nail Records | —                         |
| 2007 | Kikelet         | Студийный альбом | Hammer Music / Nail Records | 4                         |
| 2008 | Szelek          | Студийный альбом | Hammer Music / Nail Records | 2                         |
| 2009 | Arany-album     | Студийный альбом | Hammer Music / Nail Records | 4                         |
| 2011 | Ígéret          | Студийный альбом | AFM Records                 | 6                         |
| 2012 | Napisten hava   | Студийный альбом | Hammer Music / Nail Records | —                         |
| 2015 | Áldás           | Студийный альбом | Hammer Music / Nail Records | —                         |
| 2016 | Forrás          | Студийный альбом | Hammer Music / Nail Records |                           |
| 2018 | Nyárutó         | Студийный альбом | H-Music Hungary             |                           |
| 2021 | Őszelő          | Студийный альбом | H-Music Hungary             |                           |
| 2025 | Magvető         | Студийный альбом |                             |                           |

## Состав группы
Текущий состав:
- Лаура Биндер — вокал, флейта, скрипка (1998-настоящее время)
- Андраш Фицек — вокал (1998-настоящее время), гитара (2000-настоящее время)
- Матьяш Немет-Сабо — гитара (2006-настоящее время)
- Иштван Мольнар — бас-гитара (2008-настоящее время)
- Барнабаш Унгар — клавиши, бек-вокал, хэрш вокал (2009-настоящее время)
- Тадеуш Рикман — ударные, хэрш вокал, бэк-вокал (2001-настоящее время)
- Адам Чете — волынка, флейта, бек-вокал (сессионно с 2012 года) (с 2013 как полноценный участник)

При участии
- Аттила Файкус — виолончель, тамбурин, бэк-вокал (2007, 2009-настоящее время)
- Эрнё Сёке — контрабас (2009-настоящее время)
- Гергей Сёке — скрипка, лютня, акустическая гитара, кобза (2009-настоящее время)

Бывшие участники:
- Петер Хенде — гитара (1998—2001†)[5]
- Марцелл Фишпан — гитара (1998—2005)
- Дьёрдь Варга — бас гитара, хэрш вокал (2002—2008)
- Гергей Надь — клавиши (2003—2006)
- Андраш Курц — клавиши (2006—2009)